# Skubber det sne
"Skubber det sne" er en dansk hiphop-sang af Anders Matthesen, fra animationsfilmen Ternet Ninja.
Sangen blev produceret af Kewan Pádre og kom ud i december 2018.

## Priser
Sangen vandt Robertprisen for årets sang ved Robertfesten 2019.